# Myrmecaelurus acerbus
Myrmecaelurus acerbus är en insektsart som först beskrevs av Walker 1853.  Myrmecaelurus acerbus ingår i släktet Myrmecaelurus och familjen myrlejonsländor. Inga underarter finns listade i Catalogue of Life.